# Quercus acutissima
Quercus acutissima là một loài thực vật có hoa trong họ Cử. Loài này được Carruth. miêu tả khoa học đầu tiên năm 1862.

## Hình ảnh

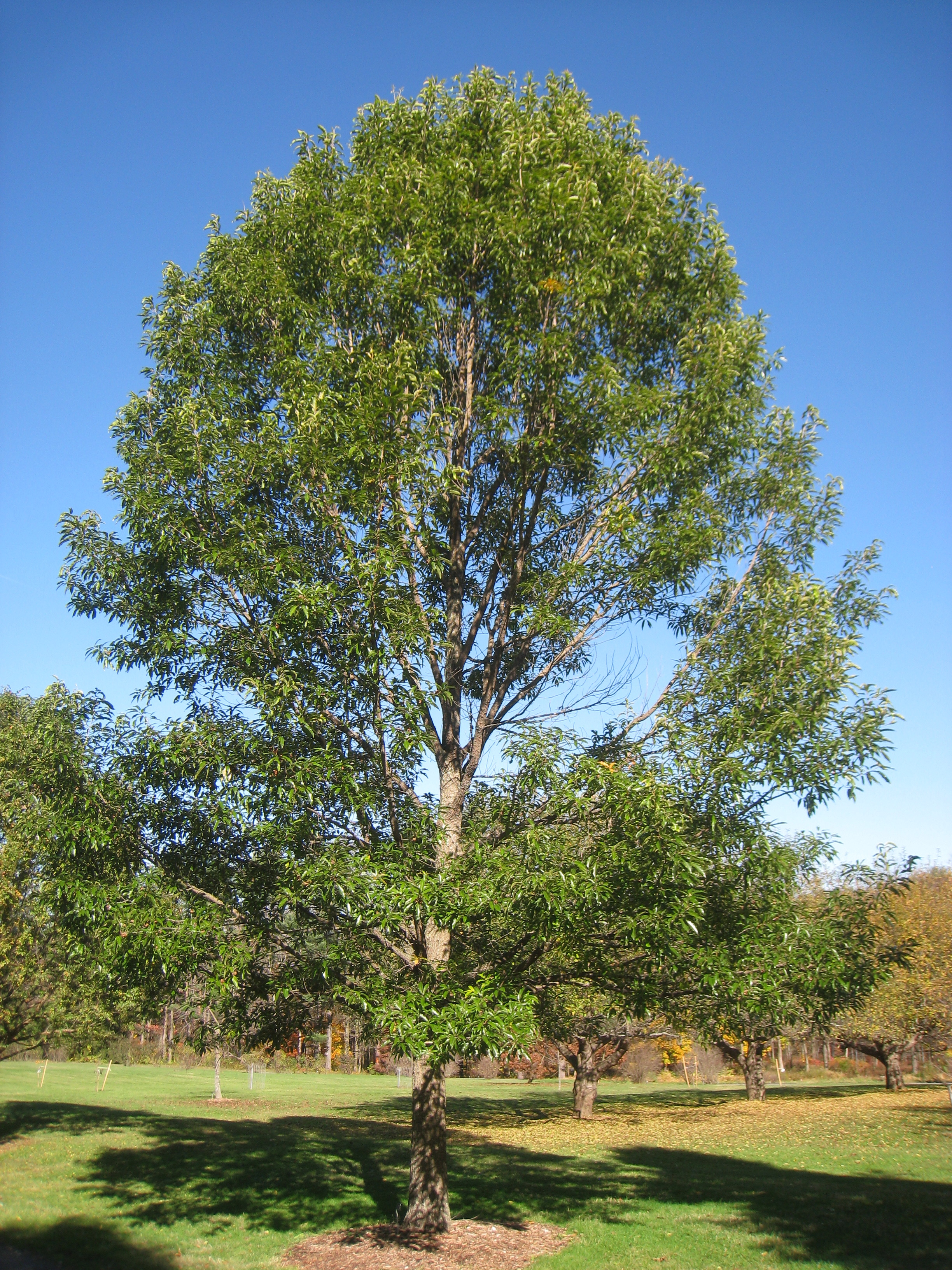
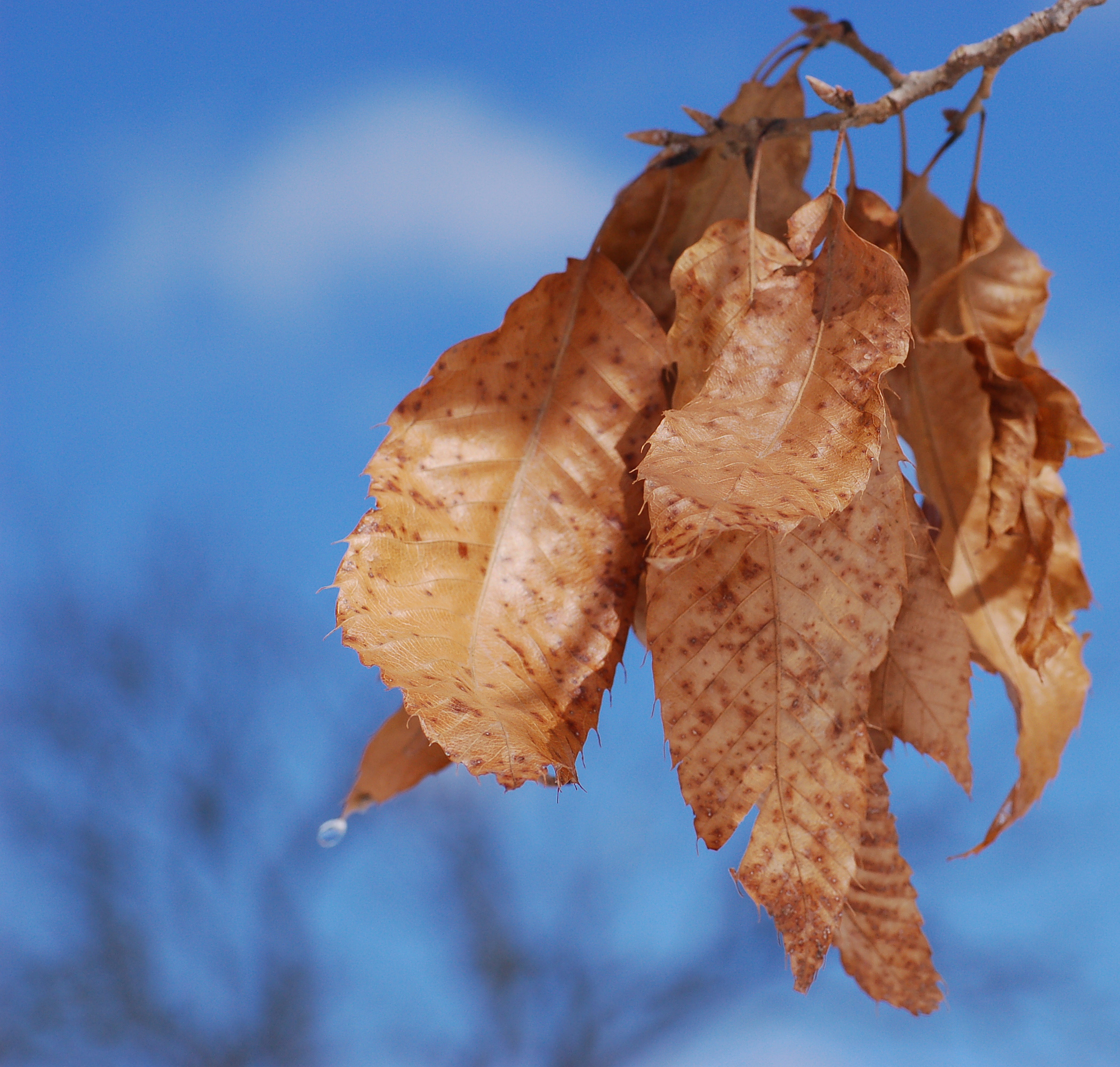
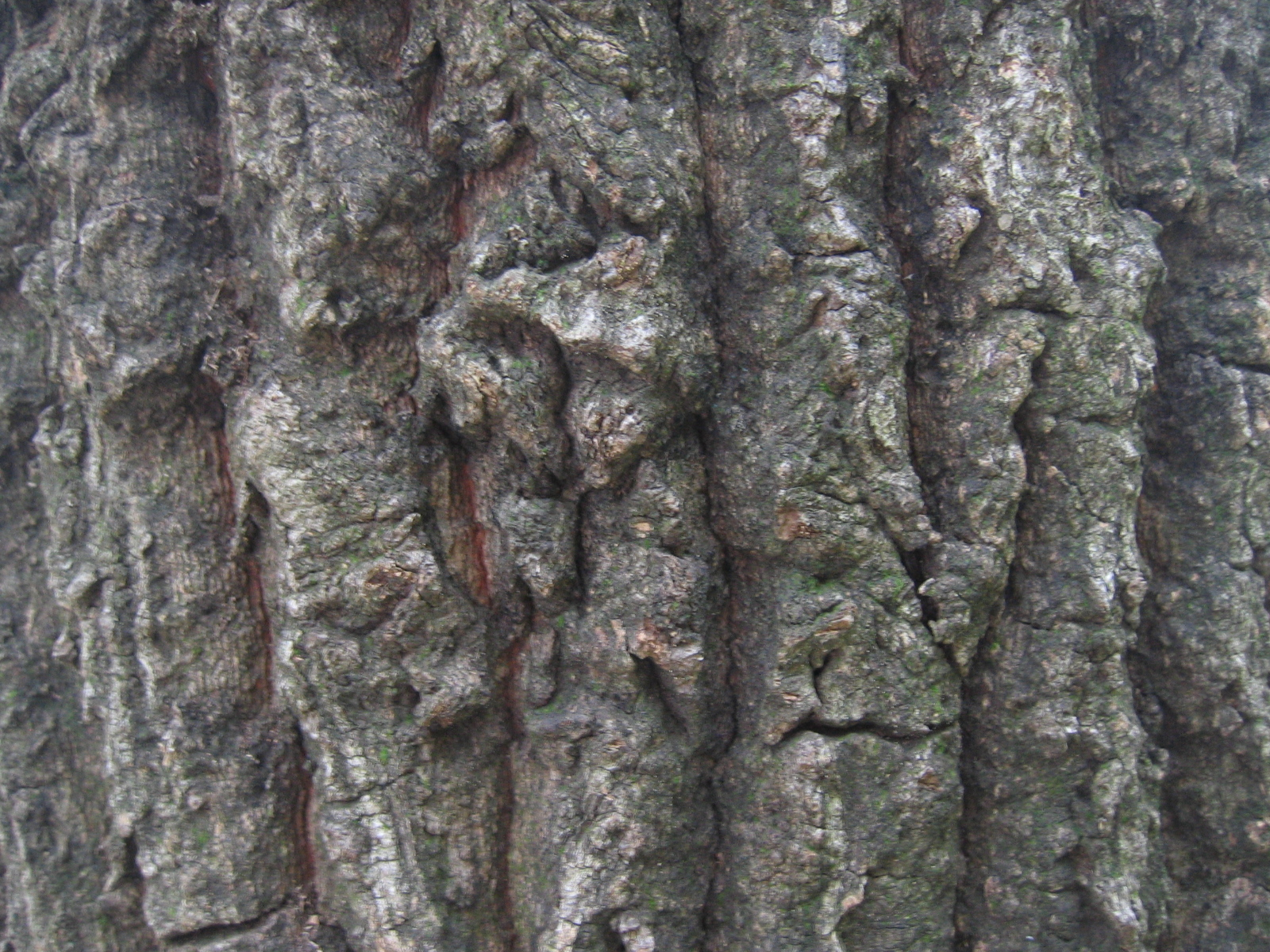
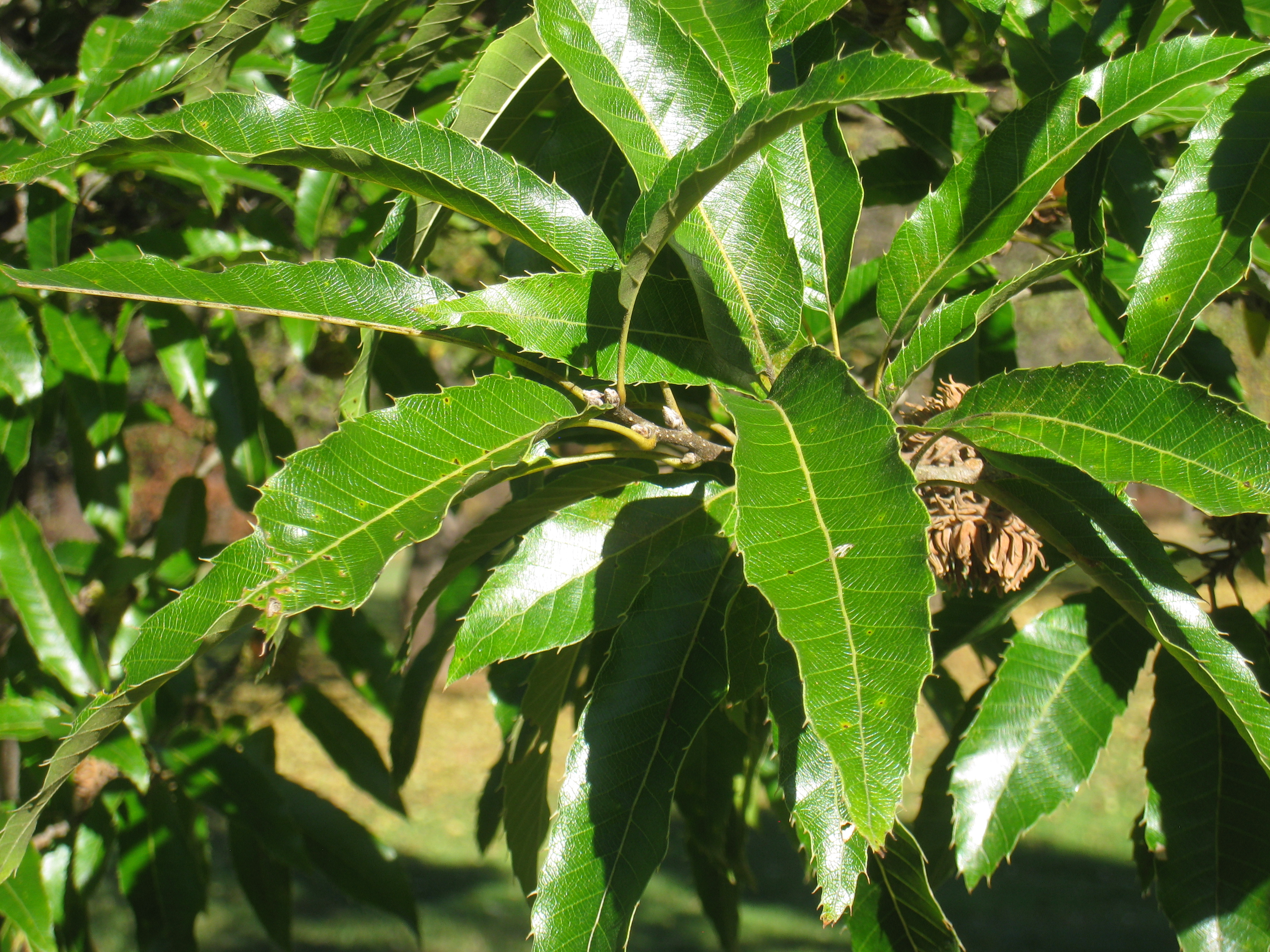